# Герасименко Тетяна Іллівна
Герасименко Тетяна Іллівна (народилась 26 липня 1956) [Архівовано 8 грудня 2015 у Wayback Machine.]- російський антрополог,доктор географічних наук (2006),професор Оренбурзького державного університету (з 1995), завідувач кафедри географії та регіонознавства.
Підвищення кваліфікації:
1. Сучасні тенденції викладання дисциплін еколого-географічного профілю (2008)
2. Реалізація проектної діяльності в рамках стандартів нового покоління (2013)
3. Управлінські аспекти діяльності керівників підрозділів університету (2015)

## Наукова діяльність1]
Працює в ОДУ і займається викладацькою діяльністю з 1995 року.У 1988 році захистила кандидатську дисертацію за спеціальністю 11.00.02 "Економічна та соціальна географія" на тему "Економіко-географічні умови формування територіально-виробничих комплексів Далекого Півночі (на прикладі гіпотези розвитку Північно-Єнісейського ТПК)" (МГПИ ім. В.І. Леніна, Москва).
У 2006 році захистила докторську дисертацію за спеціальністю 25.00.24 "Економічна, соціальна і політична географія" на тему "Етнокультурна розвиток транскордонних регіонів" (РГПУ ім. А.І. Герцена, Санкт-Петербург).Сфера наукових інтересів - соціально-економічна і політична географія. В рамках кандидатської дисертації займалася проблемами територіально-виробничого комплексоутворення і освоєння території Далекого Півночі. 
З 2002 року особливий інтерес становить гуманітарна (у тому числі етнокультурна) географія, проблеми територіальної організації суспільства і проблеми розвитку транскордонних територій.
Автор і співавтор понад двохсот наукових публікацій, у тому числі монографій, географічних атласів, статей, підручників, навчальних посібників та навчально-методичних комплексів для студентів і школярів, методичних матеріалів для вчителів географії.
Член спеціалізованої вченої ради економічної науки. Член науково-технічної ради університету, член редакційно-видавничого ради геолого-географічного факультету. Член редколегії журналів "Культурна та гуманітарна географія", "Известия Оренбурзького відділення РГТ". Керує науковим семінаром кафедри. Дійсний член Російського географічного товариства. Член координаційної ради Асоціації російських географів-суспільствознавців (АРГО). Член президії УМС по соціально-економічної географії УМО по вищому університетському утворенню.
Була виконавцем і керівником наукових проектів . У 2000-2002 рр. - Керівник експедицій "Німці-меноніти Оренбурзької області: культурний слід в історії та географії", організованих центром німецької культури Оренбурга. У 2012 р брала участь у міжнародній науковій експедиції "Вивчення змін природи, населення і господарства прикордонних районів Республіки Казахстан та Російської Федерації за період XVIII-XXI ст. За матеріалами П.С. Палласа і сучасних польових досліджень" (Західно-Казахстанська область, травень 2012 року). 
З 2006 р здійснює керівництво держбюджетної НДР "Соціально-економічні та екологічні проблеми та перспективи розвитку прикордонних територій" (номер держреєстрації 01200702815). Була керівником виграного гранту фонду "Євразійський союз вчених" (Казахстан) на публікацію монографії (2009 "г.). Керувала проектом" Етнографічний і етногеографічного портрет Оренбурзької-Казахстанського порубіжжя "(регіональний конкурс НАН" Урал: історія, економіка, культура ", 2010 -2011 рр.), проектом "Етнокультурний та історико-етногеографічного портрет Оренбурзької-Казахстанського порубіжжя" (номер проекту 10-01-81105а / У, номер держреєстрації проекту 01201002536). Керівник проекту "Історико-етнографічний і етногеографічного атлас Оренбурзької області" (регіональний конкурс НАН "Урал: історія, економіка, культура", 2012 року). Учасник міжнародних та загальноукраїнських наукових конференцій.

## Нагороди[2]
- Нагороджена дипломом лауреата Премії адміністрації Оренбурзької області у сфері науки і техніки за створення географічного атласу Оренбурзької області (2000), дипломом Оренбурзького відділення Російського географічного товариства за комплект навчальних посібників для середньої школи з географії Оренбурзької області (2003 г.);
- Дипломом вченої ради Російського географічного товариства за видатні наукові роботи в галузі географії (2004 г.);
- Дипломом лауреата Премії адміністрації Оренбурзької області у сфері науки і техніки за створення комплекту навчальних посібників з географії Оренбурзької області для загальноосвітніх навчальних закладів (2004 г.);
- Дипломом 1-й ступеня Всеросійського конкурсу "Регіональний підручник" (2005 г.);
- Лауреат Всеросійського конкурсу на найкращу наукову книгу 2009 року серед викладачів вищих навчальних закладів і наукових співробітників науково-дослідних установ, проведеного Фондом розвитку вітчизняної освіти;
- Лауреат Премії губернатора Оренбурзької області у сфері науки і техніки за 2011 рік у номінації "Створення високоякісних підручників для освітніх установ Оренбурзької області".;
- Нагороджена Почесною грамотою Міністерства освіти і науки РФ за багаторічну плідну роботу з розвитку навчального процесу, значний внесок у справу підготовки висококваліфікованих спеціалістів.;

- Почесний працівник вищої професійної освіти. Ветеран праці.

## Публікації викладача
- Герасименко, Т. І. Географи відзначають ювілейні дати = Geographers are commemorating anniversaries [Електронний ресурс] [Архівовано 8 грудня 2015 у Wayback Machine.] / Т. І. Герасименко // Известия Російського географічного товариства, 2 009. - Т. 141, № 6. - С. 86-87. - Библиогр .: с. 87 (2 назв.). Коротка замітка про відгук географічної громадськості на знаменні дати 2009

Електронний джерело
- Герасименко, Т. І. Етнокультурна географія Оренбурзької області [Електронний ресурс]: навч. посібник / Т. І. Герасименко, І. Ю. Філімонова; М-во освіти і науки Рос. Федерації, Федер. агентство з освіти, Держ. образоват. установа вищ. проф. освіти "Оренбург. держ. ун-т". - Оренбург: ГОУ ОДУ. - 2009. - Видання на ін. Носії: Етнокультурна географія Оренбурзької області [Текст]: навч. посібник / під ред. Т. І. Герасименко; [Т. І. Герасименко, І. Ю. Філімонова] М-во освіти і науки Рос. Федерації, Федер. агентство з освіти, Держ. образоват. установа вищ. проф. освіти "Оренбург. держ. ун-т". - Оренбург: ГОУ ОДУ. - 2009. - 92 с .: ил. - ISBN 978-5-94397-110-5. - Авт. вказані на звороті тит. л. - Библиогр .: с. 84-85. - Прил .: с. 86-92

Електронний джерело [Архівовано 8 грудня 2015 у Wayback Machine.]
- Корабейников, І. Н. Теоретичні основи розвитку регіону в умовах становлення постіндустріального суспільства [Електронний ресурс] / Корабейников І. Н., Корабейнікова О. А., Герасименко Т. І. // Вісник Оренбурзького державного університету, 2011. - № 13 (132). - С. 238-244. У статті уточнено теоретичні основи розвитку регіону в умовах становлення постіндустріального суспільства, представлена характеристика еволюції аспектів, вивчення регіону як цілісної територіальної сукупності.

Електронний джерело
- Куценко, Є. І. Стратегічне планування сталого розвитку регіону [Електронний ресурс] / Куценко Є. І., Герасименко Т. І. // Вісник Оренбурзького державного університету, 2 011. - № 13 (132). - С. 294-301. У рамках дослідження стратегічного планування регіону розроблені стратегічні цілі сталого розвитку, визначені елементи системи управління сталим розвитком, запропонована процедура оцінки сталого розвитку, опрацьований алгоритм прийняття управлінського рішення.

Електронний джерело
- Герасименко, Т. І. Формування транскордонних регіонів як просторово-часової результат транскордонної взаємодії [Електронний ресурс] / Герасименко Т. І., Лапаєва М. Г. // Вісник Оренбурзького державного університету, 2012. - № 2 (138). - С. 298-302. У статті розкривається роль регіонального розвитку в епоху глобалізації. Глобальне і регіональний розвиток - це дві сторони одного процесу. В епоху глобалізації загальносвітовою тенденцією є зміщення і "розмивання" меж частин геопространства - багатошарової системи, однією з підсистем якої є етнокультурне простір. Формування транскордонних регіонів - просторово тимчасової результат транскордонної взаємодії.

Електронний джерело
- Герасименко, Т. І. Історія відкриття і дослідження мінеральних джерел регіону Кавказькі Мінеральні Води в першій чверті XIX століття [Електронний ресурс] / Герасименко Т. І., Зольнікова Ю. Ф. // Вісник Оренбурзького Державного університету, 2014. - № 6 (167). - С. 120-122. - Библиогр .: с. 122 (10 назв.). У статті проаналізований один з етапів історії дослідження мінеральних джерел курортного регіону Кавказькі Мінеральні Води в першій чверті XIX століття. Виявлено особливості досліджуваного етапу, показано діяльність вчених різних галузей знань в досліджуваному регіоні.

Електронний джерело [Архівовано 8 грудня 2015 у Wayback Machine.]
- Інвестиційні основи розвитку виробничої інфраструктури в регіоні [Електронний ресурс] / Герасименко Т. І. [и др.] // Вісник Оренбурзького державного університету, 2 015. - № 4. - С. 257-265. Авторами виявлено закономірність впливу обсягу інвестицій з коштів бюджету Оренбурзької області на обсяг інвестицій з коштів федерального бюджету.

Електронний джерело [Архівовано 8 грудня 2015 у Wayback Machine.]
- Сучасне організаційно-економічне забезпечення розвитку виробничої інфраструктури в регіоні [Електронний ресурс] / Лапа С. П. [и др.] // Вісник Оренбурзького державного університету, 2015. - № 4. - С. 295-303. Для підвищення керованості перспективного розвитку виробничої інфраструктури в даний час в муніципальних утвореннях суб'єктів (МО) РФ відбувається впровадження комплексу інвестиційних майданчиків. За результатами проведеного дослідження нами було виявлено, що інвестиційні майданчики необхідно класифікувати за особливостями перспективного розвитку.

Електронний джерело [Архівовано 8 грудня 2015 у Wayback Machine.]
- Герасименко, Т. І. Національні інноваційні системи в умовах інтернаціоналізації науково-дослідної діяльності [Електронний ресурс] / Герасименко Т. І. // Балтійський регіон, 2015. - № 1. - С. 164-166.

Електронний джерело [Архівовано 8 грудня 2015 у Wayback Machine.]
- Герасименко, Т. І. Економіко-географічне і геополітичне положення як інтегральна просторова категорія [Електронний ресурс] / Герасименко Т. І., Семенов Е. А. // Вісник Оренбурзького державного університету, 2 015. - № 1, січень. - С. 156-161. - Бібліогр. : С. 160-161 (26 назв.). Роль економіко-географічного та геополітичного положення в розвитку територій надзвичайно велика, не випадково існує термін "тиск місця", або "позиційне тиск", введений у вжиток Б. Б. Родоману. Позиційний принцип - основний в географії.

Електронний джерело
- Герасименко, Т. І. етногеографічного атлас Оренбурзької області [Електронний ресурс] / [Т. І. Герасименко, Н. Ю. Святоха, І. Ю. Філімонова]; [Етногр. комис. рус. геогр. о-ва; Оренбург. держ. ун-т; Оренбург. отд-ня рус. геогр. о-ва]. - Оренбург: [Б. в.]. - 2015. -. - ISBN 978-5-905906-48-0 Видання на ін. Носії: етногеографічного атлас Оренбурзької області [Текст] / [Т. І. Герасименко, Н. Ю. Святоха, І. Ю. Філімонова]; [Етногр. комис. рус. геогр. о-ва; Оренбург. держ. ун-т; Оренбург. отд-ня рус. геогр. о-ва]. - Оренбург: [Б. в.]. - 2015. - 80 с .: цв. мул., кол. фот. - ISBN 978-5-905906-48-0. - Прил .: с. 64-71. - Библиогр .: с. 72-78